# Tragocephala cuneifera
Tragocephala cuneifera là một loài bọ cánh cứng trong họ Cerambycidae.